# Eljesa Bazna

Eljesa Bazna (albansko: Iliaz Bazda), albanski vohun, * 1904, Priština, vilajet Kosovo, (danes Kosovo), Osmansko cesarstvo, † 21. december 1970, München, Nemčija.
Bazna je najbolj znan po tem, da je v letih 1943-1944 pregledal zaupne dokumente britanskega veleposlanika v Turčiji, sira Hugha Knatchbulla-Hugessena in jih izročil Abwehru preko nemškega atašeja Ludwiga Carla Moyzischa in pozneje veleposlanika Franza von Papna. Njegova vohunska dejavnost je bila ocenjena za najbolj pogubno dejanje enega vohuna za zaveznike med vso drugo svetovno vojno, pri čemer pa večino informacij, pridobljenih po Bazni, Nemci sploh niso uporabili oz. le v manjši meri. Vrh vsega so mu Nemci storitve plačevali s ponarejenimi britanskimi funti (glej Operacija Bernhardt). Znan je bil pod nazivom Cicero. 